# ناثان فيليون
ناثان فيليون (بالإنجليزية: Nathan Fillion)‏; من مواليد 27 مارس 1971) هو ممثل كندي، ويلعب حالياً دور جون نولان في سلسلة ايه بي سي المبتدئ. وكما هو معروف أيضا لتجسيده شخصية من الدور القيادي للكابتن مالكولم رينولدز في المسلسل التلفزيوني اليراع واستمراره كفلم روائي طويل، السكون.

## مواقع خارجية
- ناثان فيليون على موقع IMDb (الإنجليزية)
- ناثان فيليون على موقع ألو سيني (الفرنسية)
- ناثان فيليون على موقع ميوزك برينز (الإنجليزية)
- ناثان فيليون على موقع تيرنر كلاسيك موفيز (الإنجليزية)
- ناثان فيليون على موقع أول موفي (الإنجليزية)
- ناثان فيليون على موقع قاعدة بيانات الأفلام السويدية (السويدية)
- ناثان فيليون على موقع إن إن دي بي (الإنجليزية)
- ناثان فيليون على موقع ديسكوغز (الإنجليزية)
- ناثان فيليون على موقع قاعدة بيانات الفيلم (الإنجليزية)
- ناثان فيليون على موقع كينوبويسك (الروسية)